# Alienopteridae
Alienopteridae (лат.) — ископаемое семейство насекомых. Включают или в отряд таракановые (Blattaria) или выделяют в отдельный новый отряд Alienoptera, близкий к богомолам и тараканам. Обнаружены в меловых отложениях Мьянмы и Бразилии и в эоцене США.

## Описание
Среднего размера насекомые, длина тела около 1 см (Grant viridifluvius до 2 см). Ротовой аппарат грызущего типа. Усики длинные, нитевидные, многочлениковые. Голова ортогнатная, субтреугольной формы, шире чем переднеспинка. Крупные фасеточные глаза и три оцеллия развиты. Передние крылья укороченные, модифицированные в псевдонадкрылья, частично покрывают хорошо развитые задние крылья. Лапки 5-члениковые. Все голени с двумя вершинными шпорами. Между коготков лапок находится аролиум. Имеются многочлениковые церки на конце брюшка.
Некоторые необычные признаки, такие как укороченные передние крылья, комбинированные с нормально развитыми функционирующими задними крыльями, сходны с таковыми у уховёрток (Dermaptera), а специализированным крупным аролиумом (присоски на лапках) передних ног, передними бёдрами с щёточкой из шипиков для ловли или удерживания добычи (предположительно тлей или клещей), и общим обликом похожи на мантофазматид (Mantophasmatodea). Строение гениталий и филогенетический анализ показали, что Alienoptera является сестринской группой к отряду богомоловые (Mantodea). Мимикрировали муравьям (например, Grant viridifluvius, Teyia branislav, Teyia huangi), пчёлам (Apiblatta muratai, Meilia jinghanae) и осам (Chimaeroblattina brevipes).

## Систематика
Впервые семейство было выделено в 2016 году китайскими и немецкими энтомологами из научных учреждений Пекина, Йены и Дрездена по единственному самцу из бирманского янтаря (Мьянма). Название Alienopteridae происходит от имени типового рода Alienopterus, которое, в свою очередь, образовано от двух слов: лат. alienus («иной», «необычный») и греч. πτερόν («крыло»).
Alienoptera стал четвёртым новым отрядом насекомых, установленным в XXI веке после Mantophasmatodea в 2002 году (позднее их понизили до уровня подотряда), отряда Nakridletia в 2010 году (позднее синонимизировали с двукрылыми) и Coxoplectoptera в 2011 году.
В 2018 году семейство Alienopteridae предложено включить в состав отряда таракановые (Blattaria, Umenocoleoidea).
- Alienopterella Kočárek, 2018
  - Alienopterella stigmatica Kočárek, 2018[4]
- Alienopterix  Mlynský, Vršanský et Wang, 2018
  - Alienopterix ocularis  Mlynský, Vršanský et Wang, 2018
- Alienopterus  Bai et al., 2016
  - Alienopterus brachyelytrus Bai et al., 2016
- Apiblatta  Barna et Bigalk, 2018
  - Apiblatta muratai Barna et Bigalk, 2018  (Бразилия)
- Caputoraptor  Bai et al., 2018
  - Caputoraptor elegans  Bai et al., 2018[5].
  - Caputoraptor vidit  Šmídová, Vršanský et Wang, 2018
- Chimaeroblattina Barna, 2018
  - Chimaeroblattina brevipes  Barna, 2018 (США)
- Grant Aristov, 2018
  - Grant viridifluvius  Aristov, 2018 (США)
- Meilia  Vršanský et Wang, 2018
  - Meilia jinghanae  Vršanský et Wang, 2018
- Teyia Vršanský, Mlynský et Wang, 2018
  - Teyia branislav  Vršanský et Wang, 2018
  - Teyia huangi  Vršanský, Mlynský et Wang, 2018
- Vcelesvab  Vršanský, Barna et Bigalk, 2018
  - Vcelesvab cratocretokrat  Vršanský, Barna et Bigalk, 2018 (Бразилия)